# Condado de Colusa
O condado de Colusa (em inglês:  Colusa County) é um dos 58 condados do estado americano da Califórnia. Foi fundado em 1850. A sede e cidade mais populosa do condado é Colusa.

## Geografia
De acordo com o United States Census Bureau, o condado possui uma área de 2 995 km², dos quais 2 980 km² estão cobertos por terra e 15 km² por água.

## Demografia
Segundo o censo nacional de 2010, o condado possui uma população de 21 419 habitantes e uma densidade populacional de 7,1 hab/km². Possui 7 883 residências, que resulta em uma densidade de 3 residências/km².
Possui apenas 2 localidades incorporadas, onde Colusa é a cidade mais populosa e mais densamente povoada, com 5 971 habitantes e densidade populacional de 1 260 hab/km². Williams é a cidade menos populosa do condado, com 5 123 habitantes.